# بحيرة إينلي
بحيرة إينلي هي بحيرة عذبة تقع في ولاية شان جنوب شرقي بورما، على ارتفاع يقارب 880 مترًا فوق مستوى البحر، تُعد ثاني أكبر البحيرات في البلاد وأكثرها شهرة سياحية.

## نبذه
تبلغ مساحتها نحو 116 كيلومترًا مربعًا، وتحيط بها قرى تقليدية مبنية على ركائز خشبية داخل المياه، يسكنها شعب الإينثا. ويُعرف السكان المحليون بأسلوب التجديف الفريد باستخدام ساق واحدة.
تُشكل البحيرة مركزًا للزراعة العائمة وصيد الأسماك، إلى جانب صناعة الحرف اليدوية مثل النسيج وصنع السيجار، كما تستقطب الزوار لما تضمه من مناظر طبيعية، وأسواق عائمة، وأديرة تاريخية.